# Carl Morris
Carl A. Morris (* 12. Mai 1911 in Yorba Linda, Kalifornien; † 3. Juni 1993) war ein US-amerikanischer Maler, der vor allem für seine Beiträge zur abstrakten Kunst im pazifischen Nordwesten der Vereinigten Staaten bekannt ist.

## Leben
Carl Morris wurde in Yorba Linda, Kalifornien, geboren und wuchs auf einer Zitrusfarm auf. In den 1920er Jahren studierte er am Art Institute of Chicago sowie in Paris und Wien. 1938 wurde er vom Federal Art Project der Works Progress Administration (WPA) beauftragt, das Spokane Art Center in Spokane, Washington zu eröffnen, wo er Künstler wie Guy Anderson, Morris Graves und Mark Tobey traf, die später als Mitglieder der Northwest School bekannt wurden. 
Während seiner Zeit in Spokane lernte Carl Morris die Bildhauerin Hilda Grossman kennen, die er 1940 heiratete. 1941 erhielt er den Auftrag, ein Wandbild für das Postamt in Eugene, Oregon, zu schaffen. Daraufhin zogen die Morrises nach Portland, Oregon, wo sie sich dauerhaft niederließen und ihre künstlerische Karriere fortsetzten.

## Werk
Carl Morris begann seine künstlerische Laufbahn mit figurativen Arbeiten, wandte sich aber im Laufe der Zeit immer mehr der abstrakten Malerei zu. Seine Werke zeichnen sich durch kräftige Farben und eine expressive Pinselführung aus und werden oft als Beispiele des abstrakten Impressionismus angesehen. Obwohl er in New York enge Kontakte zu Künstlern wie Mark Rothko und Robert Motherwell pflegte, entschied er sich bewusst für den pazifischen Nordwesten, um dem kommerziellen Druck der New Yorker Kunstszene zu entgehen. 
Carl Morris’ Werke sind in zahlreichen öffentlichen Sammlungen der Vereinigten Staaten vertreten, darunter das Portland Art Museum, das Tacoma Art Museum, das Jordan Schnitzer Museum of Art, das Denver Art Museum, das Metropolitan Museum of Art und das San Francisco Museum of Modern Art. Im Laufe seines Lebens wurden seine Werke unter anderem im Whitney Museum of American Art, im Guggenheim Museum in New York, im Art Institute of Chicago und im Seattle Art Museum ausgestellt.